# Atletica leggera ai XXI Giochi del Commonwealth
Le competizioni di atletica leggera ai XXI Giochi del Commonwealth si sono svolte dall'8 al 15 aprile 2018.

## Podi

### Maschile
| Evento                         | Oro                                                               | Tempo    | Argento                                                                                | Tempo    | Bronzo                                                              | Tempo    |
| 100 metri                      | Akani Simbine                                                     | 10.03    | Henricho Bruintjies                                                                    | 10.17    | Yohan Blake                                                         | 10.19    |
| 200 metri                      | Jereem Richards                                                   | 20.12    | Aaron Brown                                                                            | 20.34    | Leon Reid                                                           | 20.55    |
| 400 metri                      | Isaac Makwala                                                     | 44.35    | Baboloki Thebe                                                                         | 45.09    | Javon Francis                                                       | 45.11    |
| 800 metri                      | Wycliffe Kinyamal                                                 | 1:45.11  | Kyle Langford                                                                          | 1:45.16  | Luke Mathews                                                        | 1:45.60  |
| 1500 metri                     | Elijah Manangoi                                                   | 3:34.78  | Timothy Cheruiyot                                                                      | 3:35.17  | Jake Wightman                                                       | 3:35.97  |
| 5000 metri                     | Joshua Cheptegei                                                  | 13:50.83 | Mohammed Ahmed                                                                         | 13:52.78 | Edward Zakayo                                                       | 13:54.06 |
| 10000 metri                    | Joshua Cheptegei                                                  | 27:19.62 | Mohammed Ahmed                                                                         | 27:20.56 | Rodgers Kwemoi                                                      | 27:28.66 |
| 110 metri ostacoli             | Ronald Levy                                                       | 13.19    | Hansle Parchment                                                                       | 13.22    | Nicholas Hough                                                      | 13.38    |
| 400 metri ostacoli             | Kyron McMaster                                                    | 48.25    | Jeffery Gibson                                                                         | 49.10    | Jaheel Hyde                                                         | 49.16    |
| 3000 metri siepi               | Conseslus Kipruto                                                 | 8:10.08  | Abraham Kibiwott                                                                       | 8:10.62  | Amos Kirui                                                          | 8:12.24  |
| Staffetta 4x100 metri          | Reuben Arthur Zharnel Hughes Richard Kilty Harry Aikines-Aryeetey | 38.13    | Henricho Bruintjies Emile Erasmus Anaso Jobodwana Akani Simbine                        | 38.24    | Everton Clarke Oshane Bailey Warren Weir Yohan Blake Nigel Ellis    | 38.35    |
| Staffetta 4x400 metri          | Leaname Maotoanong Baboloki Thebe Onkabetse Nkobolo Isaac Makwala | 3:01.78  | O'Jay Ferguson Teray Smith Stephen Newbold Alonzo Russell Michael Mathieu Ramon Miller | 3:01.92  | Jermaine Gayle Demish Gaye Jamari Rose Javon Francis Peter Matthews | 3:01.97  |
| Maratona                       | Michael Shelley                                                   | 2:16:46  | Solomon Mutai                                                                          | 2:19:02  | Robbie Simpson                                                      | 2:19:36  |
| 20km marcia                    | Dane Bird-Smith                                                   | 1:19:34  | Tom Bosworth                                                                           | 1:19:38  | Samuel Gathimba                                                     | 1:19:51  |
| Salto in alto                  | Brandon Starc                                                     | 2.32 m   | Jamal Wilson                                                                           | 2.30 m   | Django Lovett                                                       | 2.30 m   |
| Salto con l'asta               | Kurtis Marschall                                                  | 5.70 m   | Shawnacy Barber                                                                        | 5.65 m   | Luke Cutts                                                          | 5.45 m   |
| Salto in lungo                 | Luvo Manyonga                                                     | 8.41 m   | Henry Frayne                                                                           | 8.33 m   | Ruswahl Samaai                                                      | 8.22 m   |
| Salto triplo                   | Troy Doris                                                        | 16.88    | Yordanys Durañona                                                                      | 16.86    | Marcel Mayack                                                       | 16.80    |
| Getto del peso                 | Tomas Walsh                                                       | 21.41 m  | Chukwuebuka Enekwechi                                                                  | 21.14 m  | Tim Nedow                                                           | 20.91 m  |
| Lancio del disco               | Fedrick Dacres                                                    | 68.20 m  | Traves Smikle                                                                          | 63.98 m  | Apostolos Parellīs                                                  | 63.61 m  |
| Lancio del martello            | Nick Miller                                                       | 80.26    | Matty Denny                                                                            | 74.88    | Mark Dry                                                            | 73.12    |
| Lancio del giavellotto         | Neeraj Chopra                                                     | 86.47    | Hamish Peacock                                                                         | 82.59    | Anderson Peters                                                     | 82.20    |
| Decathlon                      | Lindon Victor                                                     | 8303 pts | Pierce LePage                                                                          | 8171 pts | Cedric Dubler                                                       | 7983 pts |
| 100m T12 Paralimpico           | Ndodomzi Ntutu                                                    | 11.02    | Hilton Langenhoven                                                                     | 11.27    | Muhamad Afiq Mohamad Ali Hanafiah                                   | 11.28    |
| 100m T38 Paralimpico           | Evan O'Hanlon                                                     | 11.09    | Dyan Buis                                                                              | 11.33    | Charl du Toit                                                       | 11.35    |
| 100m T47 Paralimpico           | Suwaibidu Galadima                                                | 11.04    | James Arnott                                                                           | 11.30    | Tevaughn Thomas                                                     | 11.63    |
| 1500m T54 Paralimpico          | Alex Dupont                                                       | 3:11.75  | Kurt Fearnley                                                                          | 3:11.92  | Jake Lappin                                                         | 3:12.60  |
| Maratona T54 Paralimpico       | Kurt Fearnley                                                     | 1:30:26  | John Smith                                                                             | 1:31:44  | Simon Lawson                                                        | 1:31:44  |
| Getto del peso T38 Paralimpico | Cameron Crombie                                                   | 15.74 m  | Marty Jackson                                                                          | 13.74 m  | Reinhardt Hamman                                                    | 13.15 m  |

### Femminile
| Evento                                 | Oro                                                                    | Tempo    | Argento                                                                 | Tempo    | Bronzo                                                                                | Tempo    |
| 100 metri                              | Michelle-Lee Ahye                                                      | 11.14    | Christania Williams                                                     | 11.21    | Gayon Evans                                                                           | 11.22    |
| 200 metri                              | Shaunae Miller-Uibo                                                    | 22.09    | Shericka Jackson                                                        | 22.18    | Dina Asher-Smith                                                                      | 22.29    |
| 400 metri                              | Amantle Montsho                                                        | 50.15    | Anastasia Le-Roy                                                        | 50.57    | Stephenie Ann McPherson                                                               | 50.93    |
| 800 metri                              | Caster Semenya                                                         | 1:56.68  | Margaret Wambui                                                         | 1:58.07  | Natoya Goule                                                                          | 1:58.82  |
| 1500 metri                             | Caster Semenya                                                         | 4:00.71  | Beatrice Chepkoech                                                      | 4:03.09  | Melissa Courtney                                                                      | 4:03.44  |
| 5000 metri                             | Hellen Obiri                                                           | 15:13.11 | Margaret Kipkemboi                                                      | 15:15.28 | Laura Weightman                                                                       | 15:25.84 |
| 10000 metri                            | Stella Chesang                                                         | 31:45.30 | Stacey Chepkemboi Ndiwa                                                 | 31:46.36 | Mercyline Chelangat                                                                   | 31:48.41 |
| 100 metri ostacoli                     | Oluwatobiloba Amusan                                                   | 12.68    | Danielle Williams                                                       | 12.78    | Yanique Thompson                                                                      | 12.97    |
| 400 metri ostacoli                     | Janieve Russell                                                        | 54.33    | Eilidh Doyle                                                            | 54.80    | Wenda Nel                                                                             | 54.96    |
| 3000 metri siepi                       | Aisha Praught-Leer                                                     | 9:21.00  | Celliphine Chespol                                                      | 9:22.61  | Purity Cherotich Kirui                                                                | 9:25.74  |
| Staffetta 4x100 metri                  | Asha Philip Dina Asher-Smith Bianca Williams Lorraine Ugen             | 42.46    | Christania Williams Natasha Morrison Gayon Evans Elaine Thompson        | 42.52    | Joy Udo-Gabriel Blessing Okagbare-Ighoteguonor Oluwatobiloba Amusan Rosemary Chukwuma | 42.75    |
| Staffetta 4x400 metri                  | Christine Day Anastasia Le-Roy Janieve Russell Stephenie Ann McPherson | 3:24.00  | Patience Okon George Glory Onome Nathaniel Praise Idamadudu Yinka Ajayi | 3:25.29  | Galefele Moroko Christine Botlogetswe Loungo Matlhaku Amantle Montsho                 | 3:26.86  |
| Maratona                               | Helalia Johannes                                                       | 2:32:40  | Lisa Jane Weightman                                                     | 2:33:23  | Jessica Trengove                                                                      | 2:34:09  |
| 20km marcia                            | Jemima Montag                                                          | 1:32:50  | Alana Barber                                                            | 1:34:18  | Bethan Davies                                                                         | 1:36:08  |
| Salto in alto                          | Levern Spencer                                                         | 1.95 m   | Morgan Lake                                                             | 1.93 m   | Nicola McDermott                                                                      | 1.91 m   |
| Salto con l'asta                       | Alysha Newman                                                          | 4.75 m   | Eliza McCartney                                                         | 4.70 m   | Nina Kennedy                                                                          | 4.60 m   |
| Salto in lungo                         | Christabel Nettey                                                      | 6.84 m   | Brooke Stratton                                                         | 6.77 m   | Shara Proctor                                                                         | 6.75 m   |
| Salto triplo                           | Kimberly Williams                                                      | 14.64 m  | Shanieka Ricketts                                                       | 14.52 m  | Thea LaFond                                                                           | 13.92 m  |
| Getto del peso                         | Danniel Thomas-Dodd                                                    | 19.36 m  | Valerie Adams                                                           | 18.70 m  | Brittany Crew                                                                         | 18.32 m  |
| Lancio del disco                       | Dani Stevens                                                           | 68.26 m  | Seema Antil                                                             | 60.41 m  | Navjeet Dhillon                                                                       | 57.43 m  |
| Lancio del martello                    | Julia Ratcliffe                                                        | 69.94 m  | Alexandra Hulley                                                        | 68.20 m  | Lara Nielsen                                                                          | 65.03 m  |
| Lancio del giavellotto                 | Kathryn Mitchell                                                       | 68.92 m  | Kelsey-Lee Roberts                                                      | 63.89 m  | Sunette Viljoen                                                                       | 62.08 m  |
| Heptathlon                             | Katarina Johnson-Thompson                                              | 6255 pts | Nina Schultz                                                            | 6133 pts | Niamh Emerson                                                                         | 6043 pts |
| 100m T35 Paralimpico                   | Isis Holt                                                              | 13.58    | Maria Lyle                                                              | 15.14    | Brianna Coop                                                                          | 15.63    |
| 100m T38 Paralimpico                   | Sophie Hahn                                                            | 12.46    | Rhiannon Clarke                                                         | 13.17    | Olivia Breen                                                                          | 13.35    |
| 1500m T54 Paralimpico                  | Madison de Rozario                                                     | 3:34.06  | Angela Ballard                                                          | 3:36.85  | Diane Roy                                                                             | 3:36.97  |
| Maratona T54 Paralimpico               | Madison de Rozario                                                     | 1:44:00  | Eliza Ault-Connell                                                      | 1:44:13  | Jade Jones                                                                            | 1:44:20  |
| Salto in lungo T38 Paralimpico         | Olivia Breen                                                           | 4.86 m   | Erin Cleaver                                                            | 4.36 m   | Taylor Doyle                                                                          | 4.22 m   |
| Lancio del giavellotto T46 Paralimpico | Hollie Arnold                                                          | 44.43 m  | Holly Robinson                                                          | 43.32 m  | Friana Kwevira                                                                        | 24.54 m  |

## Medagliere
| Posiz. | Nazione                   | Oro | Argento | Bronzo | Totale |
| ------ | ------------------------- | --- | ------- | ------ | ------ |
| 1      | Australia                 | 13  | 13      | 10     | 36     |
| 2      | Giamaica                  | 7   | 8       | 10     | 25     |
| 3      | Inghilterra               | 5   | 5       | 7      | 17     |
| 4      | Sudafrica                 | 5   | 4       | 5      | 14     |
| 5      | Kenya                     | 4   | 7       | 5      | 16     |
| 6      | Canada                    | 3   | 6       | 4      | 13     |
| 7      | Botswana                  | 3   | 1       | 1      | 5      |
| 7      | Uganda                    | 3   | 1       | 1      | 5      |
| 9      | Nuova Zelanda             | 2   | 4       | 0      | 6      |
| 10     | Nigeria                   | 2   | 2       | 1      | 5      |
| 11     | Galles                    | 2   | 0       | 3      | 5      |
| 12     | Trinidad e Tobago         | 2   | 0       | 0      | 2      |
| 13     | Bahamas                   | 1   | 3       | 0      | 4      |
| 14     | India                     | 1   | 1       | 1      | 3      |
| 15     | Grenada                   | 1   | 0       | 1      | 2      |
| 16     | Isole Vergini Britanniche | 1   | 0       | 0      | 1      |
| 16     | Saint Lucia               | 1   | 0       | 0      | 1      |
| 16     | Guyana                    | 1   | 0       | 0      | 1      |
| 16     | Namibia                   | 1   | 0       | 0      | 1      |
| 20     | Scozia                    | 0   | 2       | 3      | 5      |
| 21     | Dominica                  | 0   | 1       | 1      | 2      |
| 22     | Vanuatu                   | 0   | 0       | 1      | 1      |
| 22     | Malaysia                  | 0   | 0       | 1      | 1      |
| 22     | Irlanda del Nord          | 0   | 0       | 1      | 1      |
| 22     | Cipro                     | 0   | 0       | 1      | 1      |
| 22     | Camerun                   | 0   | 0       | 1      | 1      |
| Totale | Totale                    | 58  | 58      | 58     | 174    |